# Ehemaliges Ursulinenkloster Aachen
Das Ehemalige Ursulinenkloster Aachen war die erste Niederlassung der Ursulinen in Aachen. Das Kloster mit Töchterschule und Pensionat wurde um 1690 auf dem Areal des heutigen Elisengartens gegründet und 1818 profaniert. Danach gab es erst von 1848 bis 1878 und zuletzt von 1891 bis 2014 wieder eine Ordensniederlassung der Ursulinen in Aachen.

## Geschichte

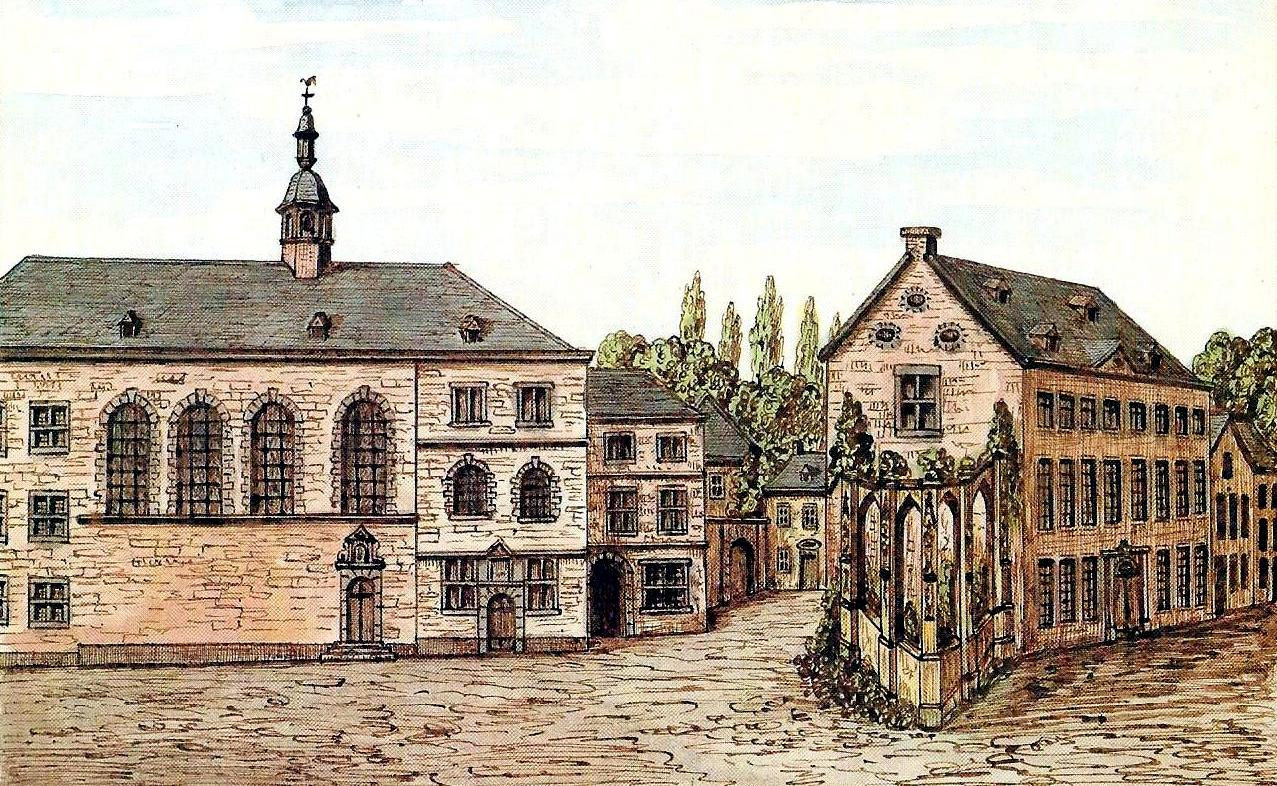
Teilansicht des Ursulinenklosters mit Ruine der Aldegundiskapelle um 1787

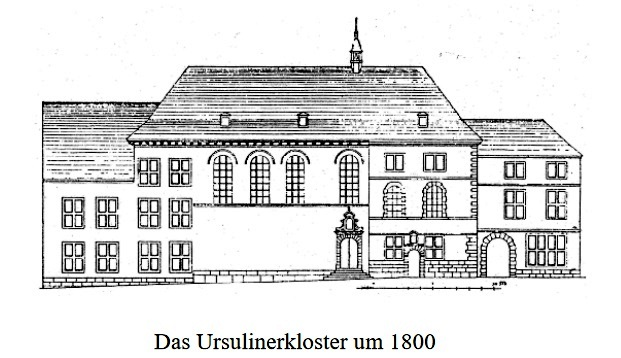
Ursulinenkloster Skizze

Im Jahr 1651 kamen die ersten Ursulinen von Dinant nach Aachen und erwarben als Vorläufer eines geplanten Klosters zwei kleine Häuser in der damaligen Aldegundisstraße, die ihren Namen nach der dortigen Aldegundiskapelle hatte. Gemäß den Leitlinien ihres Ordens, jungen Mädchen Erziehung und Bildung zukommen zu lassen, begannen sie in ihren neuen Aachener Häusern mit der Erteilung von Unterricht. Der große Stadtbrand von Aachen am 2. Mai 1656 zerstörte diese Häuser und die Ursulinen ließen sie wieder aufbauen und sahen sich zudem nach weiteren Möglichkeiten um. Zunächst planten sie im Stadtzentrum ein größeres Nachbargrundstück mit der dort stehenden Aldegundiskapelle zu erwerben, um diese entweder zu restaurieren und als Klosterkirche umzubauen oder an ihrer Stelle dort eine neue Kirche zu errichten. Diese Kapelle war zu jener Zeit im Besitz der Reichsabtei Stablo-Malmedy und die dortigen Äbte weigerten sich aber, die Aldegundiskapelle den Ursulinen zu übertragen. Sie stellten lediglich in Aussicht, dass der Kaplan der geplanten Ursulinenkirche die Kapelle mitverwalten dürfe. Die Übernahmegespräche, die von 1663 bis 1670 andauerten, führten letztendlich zu keinem Ergebnis. Stattdessen erwarben sie im Jahr 1672 das Gut Colynshof in der Aachener Heide, das bis 1768 in ihrem Besitz blieb.
Zugleich versuchten die Aachener Ursulinen im Jahr 1677 auch in Düsseldorf Fuß zu fassen und dort ein Kloster zu gründen. Wiederum begannen sie damit, sich zunächst in einem Hause einzumieten und sich nach weiteren Grundstücken umzusehen. Als drei Jahre später auch in Düsseldorf Schwierigkeiten auftraten, konnte das Aachener Mutterhaus nicht mehr helfen und die Gründung des Düsseldorfer Ursulinenklosters wurde 1681 dem Ursulinenkloster Köln übertragen.
Trotz der geplatzten Verhandlungen in Aachen erhielt der Orden schließlich doch ein Grundstück zwischen der Aldegundisstraße und der Harduinstraße (heute Hartmannstraße) und dem inneren Grabenring (heute Friedrich-Wilhelm-Platz), wo sie ab 1690 den Neubau ihres Klosters mit Töchterschule, Pensionat, Erziehungsanstalt und eigener Kirche verwirklichen konnten. Die von den Ursulinen im Kloster betriebene öffentliche Stadtschule, an der zwei Schwestern mehr als 100 Kinder unterrichteten, hatte im Volksmund den Namen „Markschule“, da jedes Kind pro Monat eine „Aachener Mark“ entrichten musste. Mittlerweile war zudem seitens der Stadt die Aldegundisstraße in Ursulinenstraße umbenannt worden, da die Kapelle als Namensgeber unattraktiv geworden war und nur noch als Ruine bestand sowie im Jahr 1768 endgültig einstürzte.
Nach dem Einmarsch der Franzosen im Jahr 1792 mussten die Ursulinen ihr Kloster verlassen und in zwei benachbarte Miethäusern ziehen, die zum Bestand des Klosters gehörten und in denen im Jahre 1819 vorübergehend eine höhere Elementarschule mit zwei Lehrern eingerichtet wurde. Aus den Mieteinnahmen der beiden Häuser wurden die Pensionen der noch lebenden Schwestern gezahlt. Das Vermögen des Klosters selbst wurde zu einem Fonds für eine weibliche Erziehungsanstalt katholischer Konfession umgewandelt.
Im Jahr 1813 hatte die französische Stadtverwaltung das vormalige Ursulinenkloster dem 1802 gegründeten neuen Bistum Aachen übertragen, das dort sein bischöfliches Palais einrichtete. Schließlich übernahm 1817 nach dem Abzug der Franzosen der preußische Staat den ehemaligen Klosterkomplex und ließ ihn ein Jahr später profanieren. Als Nächstes ließ er die Kapelle einreißen, um auf dieser Fläche neues Präsidialgebäude nach Plänen von Adam Franz Friedrich Leydel zu errichten und Teile des alten Klosters für das Hauptzollamt umzugestalten. Nach dessen Verlagerung an den neu errichteten Hauptbahnhof Aachen wurde der alte Klosterkomplex im Jahr 1852 endgültig abgerissen und an seiner Stelle der Elisengarten nach Plänen von Peter Joseph Lenné gestaltet.
Schließlich kamen im Jahr 1848 vom Kloster Kalvarienberg aus Ahrweiler wiederum Ursulinen nach Aachen, die bis zu ihrer Ausweisung infolge des Kulturkampfes 1878 das vormalige Kloster der Sepulchrinerinnen übernahmen und dort eine höhere Töchterschule mit einer „Armen-Bewahrschule“ und einer Fabrikschule leiteten, das spätere St. Leonhard Gymnasium. Ein dritter Anlauf zur Gründung einer Niederlassung erfolgte dann noch im Jahr 1891, als sie die höhere Mädchenschule auf der Straße Bergdriesch übernahmen und dort das „Neue Ursulinenkloster Aachen“ einrichteten, aus der das St. Ursula Gymnasium hervorging, das bis 2014 unter der Leitung des Ordens stand.

## Baubeschreibung

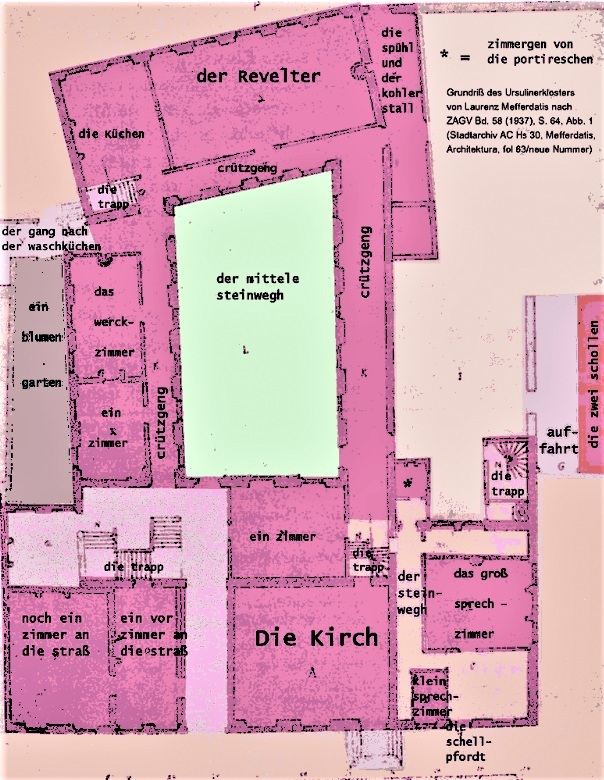
Mefferdatis-Grundriss des alten Ursulinenklosters

Der vierflügelige Gebäudekomplex um einen steinernen Innenhof mit dem Klosterkreuzgang hatte seine Empfangsseite zur nördlich gelegenen Aldegundisstraße, die mittig geprägt war von der kleinen parallel zur Straße verlaufenden vierachsigen Kirche. Während links (östlich) der Kirche sich vier weitere Achsen des seitlichen Klosterflügels anschlossen, erstreckte sich rechts (westlich) der Kirche ebenfalls über vier Achsen die Schellpforte mit den Anbauten für die Empfangszimmer. Wiederum rechts daneben verlief leicht zurückversetzt der Zufahrtsweg zu den hinteren Klosterflügeln, den sich die Ursulinen mit dem Nachbargrundstück der Familie von Drimborn/Dremborn, die dort seit Hermann von Dremborn ihr Anwesen hatte, teilen mussten. Hinter dem Südflügel mit dem Refektorium befand sich der große Garten, der bis an den Grabenring reichte und auf dem sich noch ein Brauhaus befand.
Als eines der wertvollsten Objekte in der Kirche zählte ein Altarbild von Gerard de Lairesse, das die Ursulinen offensichtlich zum Einzug erhalten hatten und das die Märtyrergeschichte der hl. Ursula darstellt. Nach der Auflösung des Klosters wurde das Bild der Münsterkirche übertragen, wobei der weitere Verbleib ungeklärt ist. Von dem Ursulinenkloster selbst existiert ein Grundriss des Aachener Stadtbaumeisters Laurenz Mefferdatis, dem zugeschrieben wird, dass er bei späteren Ergänzungsbauten oder Sanierungsmaßnahmen beteiligt gewesen war. Bei der Planung und dem Bau des Klosters selbst kann er, wie in manchen Quellen behauptet wird, nicht beteiligt gewesen sein, da er als Jahrgang 1677 zu dem Zeitpunkt jünger als 20 Jahre alt war.